# Estadio El Hogar
El Estadio El Hogar o La Ola es un estadio de fútbol localizado en la ciudad de Heroica Matamoros, Tamaulipas, México, es sede del equipo Gavilanes de Matamoros y su filial Gavilanes HO GAR.
El Hogar cuenta con una capacidad de 22,000 espectadores, con un plan de ampliación futura para 36,000 espectadores.

## Historia
La historia del estadio se remonta al año 2011, cuando se presentó el proyecto. En febrero de 2012, fue cuando comenzó la colocación de los cimientos y obras de preparación del terreno, sin embargo, la obra recibió un impulso para su avance luego de que el estadio municipal, el Pedro Salazar Maldonado, fuera rechazado por las autoridades deportivas para albergar partidos de la entonces Liga de Nuevos Talentos debido a sus condiciones de seguridad, infraestructura y mantenimiento del escenario propuesto.
En 2014, las obras del estadio ya habían tomado una forma visible, sin embargo, la construcción fue criticada por parte de la población al asegurar que carecía de permisos de obra, no haber realizado un estudio de impacto ambiental o tener una construcción inadecuada a los requerimientos del terreno, el deporte a practicar y al tamaño de la edificación. Por lo cual se paralizaron las obras con un 50% de avance, sin embargo, ya habían recibido el aprobado por parte de la Federación Mexicana de Fútbol, por lo que comenzó a ser utilizado para entrenamientos y algunos partidos amistosos.
El estadio fue inaugurado el 10 de agosto de 2016 con el partido entre los Gavilanes de Matamoros y el Club Deportivo Cinco Estrellas, correspondiente a la jornada 2 del Grupo XII de la Tercera División nacional, el primer gol en esta cancha fue anotado por el jugador Edson Esquivel al minuto 6 del juego, el cual concluyó con la victoria del cuadro local por 7-1. Debe mencionarse que durante su primera temporada, el conjunto de los Gavilanes jugó en un estadio que se encontraba en fase de construcción. 
En enero de 2017, el estadio se dio a conocer ante los medios de comunicación nacionales, quienes destacaron la particularidad de la ambición del proyecto pese a albergar a un club que por entonces militaba en la Tercera División de México. A lo que la directiva local respondió que su intención era que el club fuera ascendiendo deportivamente hasta ocupar un lugar en la Liga de Ascenso o en la Primera División, lo que se empezó a materializar en mayo del mismo año, cuando se anunció que el equipo había adquirido una franquicia para participar en la Liga Premier de México y tenía en miras la posibilidad de promocionar de categoría antes de finalizar las obras en su totalidad.

Vista aérea del Estadio El Hogar

La primera etapa fue finalizada en el verano de 2017 con la colocación de butacas, cancha de pasto artificial y la construcción de las instalaciones para el equipo local, visitante y el cuerpo arbitral, estos trabajos se concluyeron una semana antes del debut del equipo en la nueva competición.
El 19 de agosto de 2017, la cancha del Estadio El Hogar tuvo su primer partido oficial en una categoría profesional, al albergar el cotejo entre los Gavilanes y los Alacranes de Durango, de la Jornada 2 del Torneo Apertura de la Serie A de México (tercer nivel profesional), el encuentro terminó con una victoria de 2-1 por parte del conjunto local. El juego contó con una asistencia de 15,000 espectadores, la cual fue considerada como un récord por parte de la liga, sin embargo, la cancha enfrentó sus primeras críticas al carecer de iluminación artificial, lo que obliga a que los partidos se disputen en horas diurnas, cuando la temperatura llega a alcanzar los 35 °C. Los directivos aseguraron que durante la segunda etapa se colocará el sistema de alumbrado para trasladar los partidos a horas nocturnas.Sin embargo el 10 de febrero del 2024 el estadio estreno nuevas luminarias que permitieron los juegos nocturnos en esa misma temporada, así como el estreno en ese mismo mes de una nueva pantalla Led, siendo esta una de las más grandes del estado de Tamaulipas.

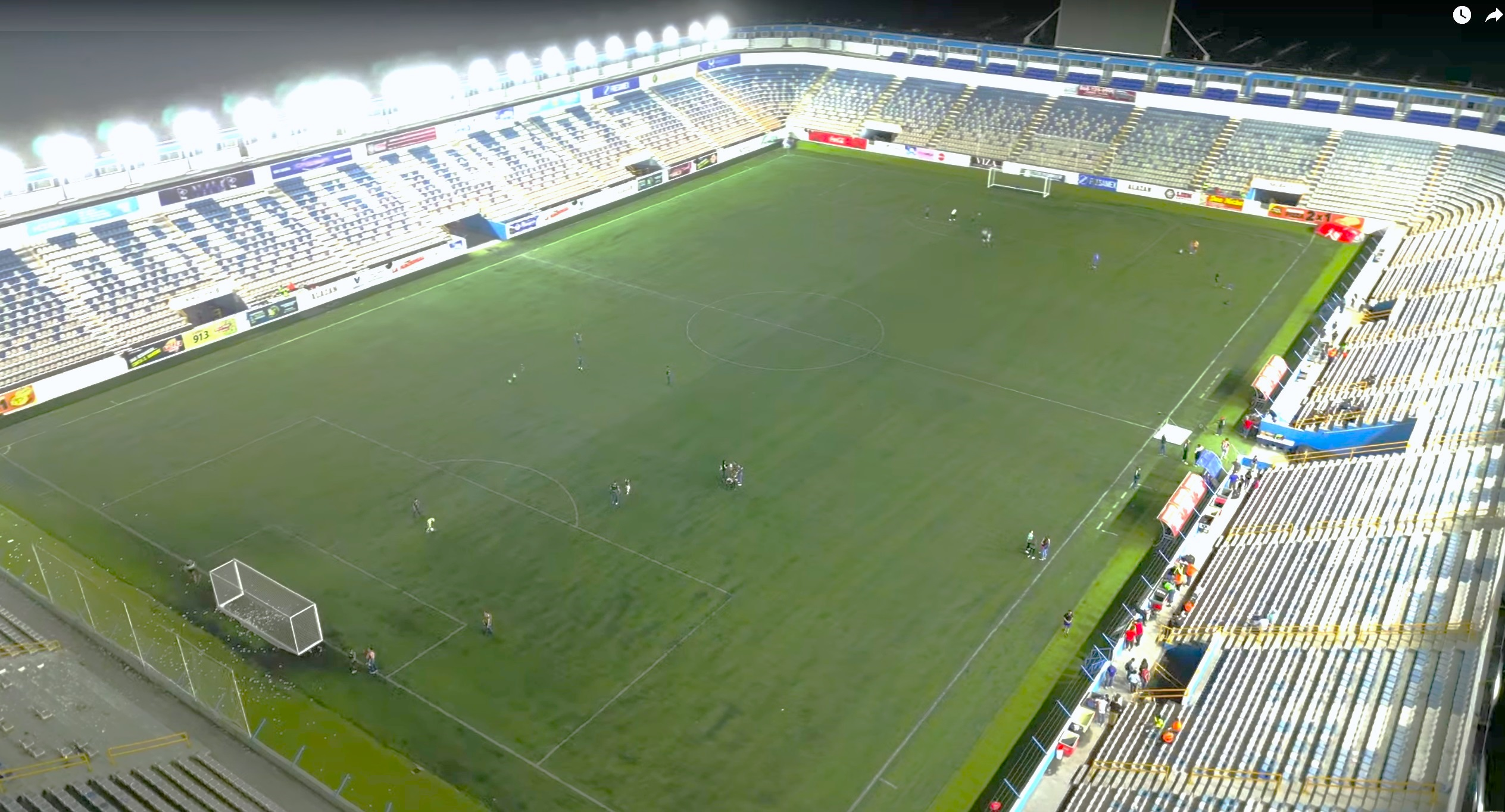
Iluminación y pantalla Led

Además de estas nuevas adecuaciones, el recinto ya cuenta con estacionamiento totalmente cerrado, tienda oficial y canchas alternas para entrenamientos de categorías inferiores y tercera división (TDP).

## Proyecto
La construcción de la cancha incluye además el añadido de otras instalaciones complementarias, las cuales ocuparán una extensión total de 112 445 metros cuadrados de terreno, se espera que la conclusión de todo el proyecto esté lista para finales del año 2028 o inicios de 2029.
- El estadio contará con una capacidad de 36 000 espectadores cuando finalice la obra, por lo que ocupará unos 30 mil metros cuadrados del total de la construcción.
- El complejo tendrá un estacionamiento para 4000 vehículos.
- Construcción de un centro deportivo y de entrenamiento.
- Restaurante panorámico con vista a la cancha.
- Colocación de iluminación artificial.
- Áreas verdes.
- En la fachada se colocarán paneles que simularán los efectos visuales de las olas marinas.[12]